# Miss Grand Malaysia 2019
Miss Grand Malaysia 2019 será la 3° edición del certamen Miss Grand Malaysia y se realizará el 28 de abril de 2019 en Meritz Hotel Miri, Miri, Sarawak. Veinticuatro candidatas de toda la Malaysia competirán por el título nacional,1 obteniendo el derecho de representar al país en Miss Grand Internacional 2019. Al final del evento Debra Jeanne Poh Miss Grand Malaysia 2018 coronará a su sucesora quien competirá en Miss Grand Internacional 2019. También se espera que la reinante Miss Grand Internacional 2018, Clara Sosa de Paraguay, asista al concurso nacional.
Del grupo de finalistas, se elegirá a las representantes rumbo a los certámenes: Miss Grand Internacional, Miss Intercontinental, Miss Global y muchos otros concursos de belleza internacionales. La noche final y concurso nacional de disfraces será emitida en vivo y en directo por la cadena Facebook Live

## Resultados

### Colocaciones
| Resultados Final                                        | Candidata |
| ------------------------------------------------------- | --- |
| Miss Grand Malaysia 2019                                | - Sabah - Mel Dequanne Abar |
| Primera Finalista (Miss Intercontinental Malaysia 2019) | - Perak - Saroopdeep Kaur Bath |
| Segunda Finalista (Miss Global Malaysia 2019)           | - Selangor - Haaraneei Muthu Kumar |
| Top 5                                                   | - Selangor – Lishalliny Kanara - Sarawak – Julie Minele Senele |
| Top 12                                                  | - Johor – Gloria Jane Fernandez - Kuala Lumpur – Kishweni Jaganathan - Sarawak – Emily Chieng Dee Ling - Sarawak – Emily Elizabeth Beard - Sarawak – Lysandra Gabriel Storie - Sabah– Valerie Sim - Selangor – Simona Boonratana |

### Premiaciones Especiales
| Título                  | Candidata                        |
| Miss Popular Voto       | Sarawak – Emily Chieng Dee Ling  |
| Mejor en Traje de Noche | Selangor – Haaraneei Muthu Kumar |

## Competencia
La Miss Grand Malaysia 2019 es la primera edición que se realizó fuera del Valle Klang y eligió a Miri City para organizar los eventos. Un total de 24 finalistas competirán por el título Miss Grand Malaysia 2019 y tendrán la oportunidad de representar al estado en el séptimo concurso de belleza Miss Grand International que se realizará en Venezuela en octubre de 2019.
La competencia preliminar se llevará a cabo el 26 de abril de 2019 en Coco Cabana Miri y la noche de coronación el 28 de abril de 2019 en Meritz Hotel Miri
Además, la organización Miss Grand Malaysia 2019 apoya la iniciativa del Ministerio de Turismo, Arte, Cultura, Juventud y Deportes de Sarawak y la Junta de Turismo de Sarawak en conjunto con la Visita de Sarawak 2019 y la Campaña “Sarawak More To Discover”.
La noche de la coronación contará con las ganadoras de Miss Grand International 2018 de Paraguay, Clara Sosa y la ganadora de Miss Grand Malaysia 2018 Debra Jeanne Poh, así como invitados del Honorable, Ministro de Bienestar, Bienestar Comunitario, Mujeres, Familia y Desarrollo Infantil Dato Sri Hajah Fatimah Abdullah .
El torneo Miss Grand Malaysia 2019 es realizado por Nur Sajat Aesthetics, con un premio de 200,000 RM en efectivo y premios paralelos a la espera de los tres primeros ganadores y títulos paralelos que incluyen Miss Social Media, Best in Evening Gown, Best in Swimwear y Miss Popular Vote.
Miss Grand Malaysia 2019 cuenta con el apoyo del Ministerio de Turismo, Arte, Cultura, Juventud y Deportes de Sarawak y la Junta de Turismo de Sarawak y el Ayuntamiento de Miri.

## Selección
Los 24 finalistas de Miss Grand Malaysia 2019 son de 4 grupos que comprenden cada región en Malasia, de la siguiente manera:
- Grupo 1: 6 comodín nacional de cualquier estado de Malasia.

- Grupo 2: 6 finalistas del Malasia del Oeste (los 2 mejores clasificados estatales de Miss Grand Selangor, Miss Grand Kuala Lumpur y Miss Grand Melaka)

- Grupo 3: 6 finalistas del Malasia del Este – Sabah (los 2 mejores clasificados del estado y 4 comodines de Miss Grand Sabah)

- Grupo 4: 6 finalistas del Malasia del Este – Sarawak (los 2 mejores clasificados del estado y 4 comodines de Miss Grand Sarawak)

La selección de comodines se realizará mediante votación a través de la asociación Miss Grand Malaysia Organization con One Smart Star Malaysia.

## Candidatas
| Estados             | Colocación Estatal | Candidata                      | E  | A      | Residencia            | R      |
| Concursos Estatales |                    |                                |    |        |                       |        |
| Kuala Lumpur        | Ganadora           | Kishweni Jaganathan            | 19 |        | Selangor              |        |
| Kuala Lumpur        | 1ª Finalista       | Chermaine Kang Yi Ting         | 26 |        | Kuala Lumpur          | [ 3 ]  |
| Malacca             | Ganadora           | Devhia Barathi                 |    |        | Malacca               | [ 4 ]  |
| Malacca             | 1ª Finalista       | Lydia Yeo Sze Ern              |    |        | Johor                 |        |
| Sabah               | Ganadora           | Mel Dequanne Abar              |    |        | Kota Kinabalu         | [ 5 ]  |
| Sabah               | 1ª Finalista       | Valerie Sim                    |    |        | Kota Kinabalu         | [ 6 ]  |
| Sabah               | Comodín            | Malle Christian Anderson       |    |        | Kota Kinabalu         |        |
| Sabah               | Comodín            | Michelle Voo                   |    | 1,71 m | Kota Kinabalu         |        |
| Sabah               | Comodín            | Velma Eve Victorianus Golingai |    |        | Penampang             |        |
| Sarawak             | Ganadora           | Julie Minele Senele            |    |        |                       | [ 7 ]  |
| Sarawak             | 1ª Finalista       | Lysandra Gabriel Storie        |    |        | Sibu                  | [ 8 ]  |
| Sarawak             | Comodín            | Adriana Liun David             |    |        | Sibu                  | [ 9 ]  |
| Sarawak             | Comodín            | Gloria Kelbin                  |    |        | Kuching               | [ 10 ] |
| Selangor            | Ganadora           | Haaraneei Muthu Kumar          | 21 | 1,70 m | Shah Alam             | [ 1 ]  |
| Selangor            | 1ª Finalista       | Simona Boonratana              |    |        | Chiang Mai, Tailandia | [ 1 ]  |
| Comodín Nacional    |                    |                                |    |        |                       |        |
| Pahang              | Comodín            | Anna Jhia-Jhia Tan             |    |        | Pahang                | [ 11 ] |
| Johor               | Comodín            | Gloria Jane Fernandez          |    |        | Johor                 | [ 12 ] |
| Sarawak             | Comodín            | Emily Elizabeth Beard          |    |        | Miri                  | [ 13 ] |
| Sarawak             | Comodín            | Emily Chieng Dee Ling          |    |        | Sibu                  | [ 14 ] |
| Perak               | Comodín            | Saroopdeep Kaur Bath           |    |        | Perak                 |        |
| Selangor            | Comodín            | Lishalliny Kanaran             |    | 1,72 m | Selangor              |        |
| Comité de Selección |                    |                                |    |        |                       |        |
| Sarawak             | Comodín            | Marilyn Lenggie                |    |        | Miri                  |        |
| Selangor            | Comodín            | Rubini Kandhsamy               |    |        | Selangor              |        |
| Sarawak             | Comodín            | Zoey Marie Anderson            |    |        | Miri                  |        |